# BanG Dream! Girls Band Party! Cover Collection
Die BanG Dream! Girls Band Party! Cover Collection (バンドリ! ガールズバンドパーティ! カバーコレクション Bandori! Gāruzu Bando Pāti! Kabā Korekushon) ist  eine Coveralbum-Reihe des BanG-Dream!-Medienfranchises. Bislang brachte die Reihe vierzehn Veröffentlichungen hervor, drei davon lediglich auf digitaler Ebene als Musikdownload und im Musikstreaming. a
Die Albumreihe konnte in Japan alleine werkeübergreifend mehr als 190.000 Tonträger absetzen, wobei die Verkaufszahlen innerhalb der ersten Woche rückläufig sind. Eines der Alben erreichte die Spitze der Albumcharts in Japan.

## Hintergrund und Veröffentlichungen

### Allgemeines
BanG Dream! ist ein Multimedia-Franchise bestehend aus diversen Print-Veröffentlichungen, Anime- und Musik-Produktionen, sowie einem Handyspiel. Neben einem immer größer werdenden Pool aus eigenen Liedern, können Spieler des Smartphone-Spiels auch aus einer Vielzahl von Coverversionen bekannter Musikstücke japanischer Musiker und Musikgruppen zurückgreifen.
Die Coverstücke werden vom Komponistenkollektiv Elements Garden überarbeitet. Bereits die Auswahl der Lieder, die für das Franchise gecovert werden, ist auf die jeweilige Musikgruppe des BanG-Dream!-Universums zugeschnitten.

### Veröffentlichungshistorie
Das erste Coveralbum der Albenreihe erschien am 27. Juni 2018 und umfasste zehn Lieder, darunter das Stück Hikaru Nana von Goose House – ein Lied, welches als musikalische Untermalung im Vorspann der Animeserie Your Lie in April genutzt wurde – und Senbonzakura des Vocaloid-Produzenten Kurousa-P, das von der Gesangssoftware Hatsune Miku gesungen wird. Am 16. März 2019 wurde das zweite Kompilationsalbum in Japan auf den Markt gebracht. Eine limitierte Version enthielt zudem einen Acrylaufsteller als Beigabe. Noch im Dezember gleichen Jahres folgte die Herausgabe des dritten Coveralbums der Reihe, die unter anderem eine Interpretation des Anisons Only My Railgun – im Original von fripSide – enthält.
Auf dem vierten Coveralbum ist erstmals die Gruppe Morfonica mit einer Coverversion zu hören. Das Album, welches Ende Mai 2020 erschien, erreichte mit rund 23.000 verkauften Tonträgern Platz eins in den offiziellen Albumcharts von Oricon sowie den Hot-Albums-Charts von Billboard Japan. Am 1. Juni 2020 erschien die fünf Lieder umfassende EP CoverColle Special Collection, die lediglich als Musikdownload und im Musikstreaming herausgegeben wurde. Dem folgte im Dezember 2020 die Veröffentlichung der Garupa Vocal Cover Collection auf dem erstmals ausschließlich Coverstücke enthalten sind, die ursprünglich von Vocaloid-Produzenten auf den Markt gebracht wurden. Eine limitierte Ausgabe enthält eine zusätzliche Blu-ray-Disc, auf der sieben Videos enthalten sind, die die Sängerinnen bei der Aufnahme eines Coversongs zeigen. Am 24. Februar 2021 erschien das fünfte Coveralbum der Hauptserie, welches vierzehn Stücke aufweist. Zum vierjährigen Bestehen des Smartphone-Spiels wurde mit CoverColle Special Collection2 abermals eine EP auf digitaler Ebene veröffetlicht. Noch im November gleichen Jahres erschien mit das sechste Volume der Cover-Collection-Hauptserie, die insgesamt 21 Coverlieder verteilt auf zwei CDs aufweist.
Ein Jahr später, im Dezember 2022, kam das siebte Coveralbum der Reihe in Japan heraus. Die limitierte Version enthielt eine Blu-ray-Disc mit einer speziell produzierten Animation anlässlich zum fünfjährigen Jubiläum des Medienfranchises. Die dritte digitale EP, CoverColle Special Collection3, wurde am 16. März 2023 offiziell veröffentlicht und enthält sieben Coverstücke, die bereits auf früheren Werken der Coveralbumreihe herausgegeben wurden. Dem achten Volume, die zwei CDs enthält – auf der zweiten Disc sind Stücke, die in einer musikalischen Zusammenarbeit mit Künstlern wie FLOW, fhána, Myth & Roid oder ClariS entstanden sind –, lag bei der limitierten Ausgabe eine zusätzliche Blu-ray-Disc bei, auf welcher die 26 Episoden der dritten Staffel des Web-Anime BanG Dream! Girls Band Party! ☆ PICO zu sehen sind. Im Juli 2024 erschien eine unter dem Namen Extra Volume benannte Cover-EP auf der sechs Coverversionen enthalten sind, die von den beiden Gruppen MyGO!!!!! und Ave Mujica – zu diesem Zeitpunkt die beiden jüngsten Gruppen des Franchises – eingespielt wurden. 30. Oktober 2024 erschien in Japan Volume 9, dass 22 Coverversionen auf zwei CDs aufweist. Darunter sind Neuinterpretationen von Liedern wie Idol, Shukufuku, Kawaikute Gomen und Mixed Nuts.
Für Oktober 2025 ist die Veröffentlichung des zehnten Volumes der BanG Dream! Girls Band Party! Cover Collection angesetzt.

## Titellisten
Die Titellisten wurden überwiegend von der Videogame Music Database entnommen. Dabei wurde auf die romanisierte Schreibung der japanischen Originaltitel zurückgegriffen, sofern vorhanden.

### Hauptserie

#### Vol. 1
| Nr.          | Titel                                                                | Text             | Musik             |                                                     | Länge |
| ------------ | -------------------------------------------------------------------- | ---------------- | ----------------- | --------------------------------------------------- | ----- |
| 1.           | Hikaru Nara (Originalinterpret: Goose House)                         | Goose House      | Goose House       | Vorspann: Your Lie in April                         | 4:14  |
| 2.           | Senbonzakura (Originalinterpret: Kurousa-P feat. Hatsune Miku)       | Kurousa-P        | Kurousa-P         | Vocaloid-Song                                       | 4:01  |
| 3.           | Asu no Yozora Shoukaihan (Originalinterpret: Orangestar feat. IA)    | Orangestar       | Orangestar        | Vocaloid-Song                                       | 3:12  |
| 4.           | Ready Steady Go b (Originalinterpret: L’Arc-en-Ciel)                 | hyde             | tetsu             | Vorspann: Fullmetal Alchemist                       | 3:39  |
| 5.           | secret base ~Kimi ga Kureta Mono~ (Originalinterpret: Zone)          | Norihiko Machida | Norihiko Machida  |                                                     | 5:20  |
| 6.           | Fuwa Fuwa Time (Originalinterpret: Sakura High Club c)               | Kakifly          | Hiroyuki Maezawa  | Insert-Song: K-On!                                  | 4:05  |
| 7.           | Tamashii no Refrain (Originalinterpret: Yōko Takahashi)              | Neko Oikawa      | Toshiyuki Ōmori   | Titellied: Neon Genesis Evangelion: Death & Rebirth | 4:29  |
| 8.           | Eternal Blaze b (Originalinterpret: Nana Mizuki)                     | Nana Mizuki      | Noriyasu Agematsu | Vorspann: Magical Girl Lyrical Nanoha A’s           | 5:09  |
| 9.           | Yī Èr Fanclub (Originalinterpret: mikitoP feat. GUMI & Kagamine Rin) | mikitoP          | mikitoP           | Vocaloid-Song                                       | 3:58  |
| 10.          | Romeo (Originalinterpret: Lip×Lip)                                   | HoneyWorks       | HoneyWorks        |                                                     | 5:20  |
| Gesamtlänge: | Gesamtlänge:                                                         | Gesamtlänge:     | Gesamtlänge:      | Gesamtlänge:                                        | 43:27 |

#### Vol. 2
| Nr.          | Titel                                                                     | Text                         | Musik                                   |                                    | Länge |
| ------------ | ------------------------------------------------------------------------- | ---------------------------- | --------------------------------------- | ---------------------------------- | ----- |
| 1.           | Kimi ja Nakya Dame Mitai (Originalinterpret: Masayoshi Ōishi)             | Masayoshi Ōishi              | Masayoshi Ōishi                         | Vorspann: Shojo-Mangaka Nozaki-kun | 3:58  |
| 2.           | Days b (Originalinterpret: FLOW)                                          | Kōshi Asakawa, Keigo Hayashi | Takeshi Asakawa                         | Vorspann: Eureka Seven             | 3:54  |
| 3.           | Redo (Originalinterpret: Konomi Suzuki)                                   | Genki Mizuno                 | Makoto Miyazaki                         | Vorspann: Re:Zero (Staffel 1)      | 4:19  |
| 4.           | Lost One no Goukoku (Originalinterpret: Neru feat. Kagamine Rin)          | Neru                         | Neru                                    | Vocaloid-Song                      | 3:36  |
| 5.           | Happy Synthesizer (Originalinterpret: EasyPop feat. Megurine Luka & GUMI) | BETTI                        | BETTI                                   | Vocaloid-Song                      | 3:54  |
| 6.           | Sekai wa Koi ni Ochiteiru (Originalinterpret: CHiCO with HoneyWorks)      | HoneyWorks                   | HoneyWorks                              | Vorspann: Blue Spring Ride         | 5:11  |
| 7.           | Shin’ai (Originalinterpret: Nana Mizuki)                                  | Nana Mizuki                  | Noriyasu Agematsu                       | Vorspann: White Album              | 4:31  |
| 8.           | Charles (Originalsänger: flower)                                          | balloon                      | balloon                                 | Vocaloid-Song                      | 3:51  |
| 9.           | Go! Go! Maniac b (Originalinterpret: Ho-kago Tea Time d)                  | Shōko Ōmori                  | Tom-H@ck                                | Vorspann: K-On!!                   | 4:07  |
| 10.          | Dragon Night (Originalinterpret: Sekai no Owari)                          | Fukase                       | Fukase, Nicky Romero, Marcus Van Wattum |                                    | 3:48  |
| 11.          | Kakumei Dualism (Originalinterpret: Nana Mizuki & T.M.Revolution)         | Hibiki                       | Noriyasu Agematsu                       | Vorspann: Valvrave the Liberator   | 3:56  |
| 12.          | Geki! Teikoku Kagekidan (Originalinterpret: Chisa Yokoyama)               | Hiroi Ōji                    | Kōhei Tanaka                            | Titellied: Sakura Wars             | 3:01  |
| Gesamtlänge: | Gesamtlänge:                                                              | Gesamtlänge:                 | Gesamtlänge:                            | Gesamtlänge:                       | 48:06 |

#### Vol. 3
| Nr.          | Titel                                                            | Text                           | Musik               |                                                | Länge |
| ------------ | ---------------------------------------------------------------- | ------------------------------ | ------------------- | ---------------------------------------------- | ----- |
| 1.           | Only My Railgun e (Originalinterpret: fripSide)                  | Satoshi Yaginuma, yuki-ka      | Satoshi Yaginuma    | Vorspann: Toaru Kagaku no Railgun              | 4:13  |
| 2.           | Daydream café (Originalinterpret: Petit Rabbit’s f)              | Aki Hata                       | Kaoru Ōkubo         | Vorspann: Is the Order a Rabbit?               | 3:48  |
| 3.           | Shunkan Sentimental (Originalinterpret: Scandal)                 | Scandal, Natsumi Kobayashi     | Yuichi Tajika       | Abspann: Fullmetal Alchemist: Brotherhood      | 3:50  |
| 4.           | Pride Kakumei (Originalinterpret: CHiCO with HoneyWorks)         | HoneyWorks                     | HoneyWorks          | Vorspann: Gintama                              | 3:58  |
| 5.           | Fantastic future (Originalinterpret: Yukari Tamura)              | Aki Hata                       | Masatomo Ota        | Vorpann: The “Hentai” Prince and the Stony Cat | 4:06  |
| 6.           | Kanade (Originalinterpret: Sukima Switch)                        | Takuya Ōhashi, Shintarō Tokita | Ōhashi, Tokita      |                                                | 4:53  |
| 7.           | Zankoku na Tenshi no These (Originalinterpret: Yōko Takahashi)   | Neko Oikawa                    | Hidetoshi Satō      | Vorspann: Neon Genesis Evangelion              | 4:21  |
| 8.           | This game (Originalinterpret: Konomi Suzuki)                     | Yu-ki Misao                    | Mitsuru Wakabayashi | Vorspann: No Game No Life                      | 4:43  |
| 9.           | Alien Alien (NayutalieN feat. Hatsune Miku)                      | NayutalieN                     | NayutalieN          | Vocaloid-Song                                  | 3:02  |
| 10.          | Maware! Setsugetsuka (Originalinterpret: Utagumi Setsugetsuka g) | Hige Driver                    | Hige Driver         | Abspann: Unbreakable Machine-Doll              | 3:55  |
| 11.          | Gekidou (Originalinterpret: UVERworld)                           | Takuya∞                        | Takuya∞             | Vorspann: D.Gray-Man                           | 5:33  |
| 12.          | 1/3 no Junjou na Kanjou (Originalinterpret: Siam Shade)          | Siam Shade                     | Siam Shade          | Abspann: Rurouni Kenshin                       | 3:44  |
| Gesamtlänge: | Gesamtlänge:                                                     | Gesamtlänge:                   | Gesamtlänge:        | Gesamtlänge:                                   | 50:06 |

#### Vol. 4
| Nr.          | Titel                                                               | Text            | Musik           |                                                | Länge |
| ------------ | ------------------------------------------------------------------- | --------------- | --------------- | ---------------------------------------------- | ----- |
| 1.           | Music Hour (Originalinterpret: Porno Graffitti)                     | Haruichi        | ak.homma        |                                                | 4:40  |
| 2.           | Romeo to Cinderella (Originalinterpret: doriko feat. Hatsune Miku)  | doriko          | doriko          | Vocaloid-Song                                  | 4:40  |
| 3.           | Amanojaku (Originalinterpret: 164 feat. GUMI)                       | 164             | 164             | Vocaloid-Song                                  | 3:07  |
| 4.           | GO!!! (Originalinterpret: FLOW)                                     | Kōshi Asakawa   | Takeshi Asakawa | Vorspann: Naruto                               | 3:59  |
| 5.           | Baby Sweet Berry Love (Originalinterpret: Yui Ogura)                | Hiroko Yamasaki | Shunryu         | Abspann: The “Hentai” Prince and the Stony Cat | 4:04  |
| 6.           | Q&A Recital! (Originalinterpret: Haruka Tomatsu)                    | Tomoya Tabuchi  | Tomoya Tabuchi  | Vorspann: My little Monster                    | 4:51  |
| 7.           | Miiro (Originalinterpret: Akino)                                    | minatoku        | West Ground     | Vorspann: Kantai Collection                    | 4:15  |
| 8.           | Rokuchounen to Ichiya Monogatari (Originalinterpret: kemu feat. IA) | kemu            | kemu            | Vocaloid-Song                                  | 3:37  |
| 9.           | Shanghai Honey (Originalinterpret: Orange Range)                    | Orange Range    | Orange Range    |                                                | 2:57  |
| 10.          | Ren’ai Saiban (40mP feat. Hatsune Miku)                             | 40mP            | 40mP            | Vocaloid-Song                                  | 3:43  |
| 11.          | Hitori no Yoru (Originalinterpret: Porno Graffitti)                 | Haruichi        | ak.homma        | Vorspann: Great Teacher Onizuka                | 3:57  |
| 12.          | chAngE (Originalinterpret: miwa)                                    | miwa            | miwa            | Vorspann: Bleach                               | 4:10  |
| Gesamtlänge: | Gesamtlänge:                                                        | Gesamtlänge:    | Gesamtlänge:    | Gesamtlänge:                                   | 48:00 |

#### Vol. 5
| Nr.          | Titel                                                                         | Text              | Musik               |                                                      | Länge |
| ------------ | ----------------------------------------------------------------------------- | ----------------- | ------------------- | ---------------------------------------------------- | ----- |
| 1.           | Cherry Bomb (Originalinterpret: Silent Siren)                                 | Suu               | Naoki Kubo          |                                                      | 4:07  |
| 2.           | Sousei no Aquarion (Originalinterpret: Akino)                                 | Yōko Kanno        | Yōko Kanno          | Vorspann: Sōsei no Aquarion                          | 4:42  |
| 3.           | Inferno (Originalinterpret: Mrs. Green Apple)                                 | Motoki Ōmori      | Motoki Ōmori        | Vorspann: Fire Force                                 | 3:34  |
| 4.           | Dramaturgy (Originalinterpret: Eve feat. Hatsune Miku)                        | Eve               | Eve                 | Vocaloid-Song                                        | 3:59  |
| 5.           | Hana wa Odore ya Irohaniho (Originalinterpret: Team Hanayamata h)             | Aki Hata          | Hidekazu Tanaka     | Vorspann: Hanayamata                                 | 4:11  |
| 6.           | Harumodoki (Originalinterpret: yanaginagi)                                    | yanaginagi        | Katsuyoshi Kitagawa | Vorspann: My Teen Romantic Comedy SNAFU (2. Staffel) | 4:30  |
| 7.           | Paradisus-Paradoxum (Originalinterpret: MYTH & ROID)                          | hotaru            | Tom-H@ck            | 2. Vorspann: Re:Zero (1. Staffel)                    | 3:52  |
| 8.           | Kouga Ninpouchou (Originalinterpret: Onmyōza)                                 | Matabi            | Matabi              | Vorspann: Basilisk                                   | 4:03  |
| 9.           | We Are! (Originalinterpret: Hiroshi Kitadani)                                 | Shōko Fujibayashi | Kōhei Tanaka        | Vorspann: One Piece                                  | 4:01  |
| 10.          | Ojamajo Carnival!! (Originalinterpret: MAHO-Do i)                             | Shōko Ōmori       | Takeshi Ike         | Vorspann: Doremi                                     | 3:37  |
| 11.          | Melissa (Originalinterpret: Porno Graffitti)                                  | Haruichi Shindo   | ak.homma            | Vorspann: Fullmetal Alchemist                        | 4:17  |
| 12.          | Nevereverland (Originalinterpret: nano.)                                      | nano.             | Naoki Ito           | Titellied: Ark Nine (OVA)                            | 4:47  |
| 13.          | Itoshisa to Setsunasa to Kokorozuyosa to (Originalinterpret: Ryōko Shinohara) | Tetsuya Komuro    | Tetsuya Komuro      | Insert-Song: Street Fighter II                       | 4:10  |
| 14.          | Savior of Song b (Originalinterpret: nano. feat. My First Story)              | nano.             | My First Story      | Vorspann: Arpeggio of Blue Steel – Ars Nova          | 4:09  |
| Gesamtlänge: | Gesamtlänge:                                                                  | Gesamtlänge:      | Gesamtlänge:        | Gesamtlänge:                                         | 57:59 |

#### Vol. 6
| Nr.          | Titel                                                           | Text             | Musik            |                                    | Länge |
| ------------ | --------------------------------------------------------------- | ---------------- | ---------------- | ---------------------------------- | ----- |
| 1.           | Sorairo Days (Originalinterpret: Shōko Nakagawa)                | meg rock         | Shinya Saitō     | Vorspann: Gurren Lagann            | 4:13  |
| 2.           | Yesterday (Originalinterpret: Official Hige Dandism)            | Satoshi Fujihara | Satoshi Fujihara | Insert-Song: Hello World           | 5:01  |
| 3.           | Taiga yo Tomo ni Naite Kure (Originalinterpret: Franchouchou j) | Shin Furuya      | Yusuke Kato      | Vorspann: Zombie Land Saga Revenge | 3:29  |
| 4.           | Adabana Necromancy (Originalinterpret: Franchouchou j)          | Shin Furuya      | Yusuke Kato      | Vorspann: Zombie Land Saga         | 4:03  |
| 5.           | Nostalgic Rainfall (Originalinterpret: CHiCO with HoneyWorks)   | HoneyWorks       | HoneyWorks       | Vorspann: After the Rain           | 3:57  |
| 6.           | Yoru ni Kakeru (Originalinterpret: Yoasobi)                     | Ayase            | Ayase            |                                    | 4:23  |
| 7.           | Shiny Days b (Originalinterpret: Asaka)                         | Kento Nagatsuka  | Show Aratame     | Vorspann: Laid-Back Camp           | 4:23  |
| 8.           | Silhouette (Originalinterpret: Kana-Boon)                       | Maguro Taniguchi | Maguro Taniguchi | Vorspann: Naruto Shippuden         | 4:01  |
| 9.           | No Poi! (Originalinterpret: Petit Rabbit’s f)                   | Aki Hata         | Kaoru Ōkubo      | Vorspann: Is the Order a Rabbit?   | 4:03  |
| 10.          | V.I.P (Originalinterpret: SID)                                  | Mao              | Aki Mimegumi     | Vorspann: Magi                     | 3:14  |
| 11.          | CQCQ (Originalinterpret: Kami-sama, Boku wa Kizuiteshimatta)    | Heito Higashino  | Heito Higashino  |                                    | 3:42  |
| 12.          | Agehachou (Originalinterpret: Porno Graffitti)                  | Haruichi         | ak.homma         |                                    | 4:40  |
| Gesamtlänge: | Gesamtlänge:                                                    | Gesamtlänge:     | Gesamtlänge:     | Gesamtlänge:                       | 49:09 |

| Nr.          | Titel                                                          | Text           | Musik            |                                  | Länge |
| ------------ | -------------------------------------------------------------- | -------------- | ---------------- | -------------------------------- | ----- |
| 1.           | Don’t say “lazy” (Originalinterpret: Sakura High Club c)       | Shōko Ōmori    | Hiroyuki Maezawa | Abspann: K-On!                   | 4:35  |
| 2.           | Samurai Heart (Some Like It Hot!!) (Originalinterpret: Spyair) | Momiken b      | UZ               | Abspann: Gintama                 | 3:10  |
| 3.           | Venom (Originalinterpret: flower)                              | Kairiki bear   | Kairiki bear     | Vocaloid-Song                    | 3:19  |
| 4.           | King b (Originalinterpret: Kanaria feat. GUMI)                 | kanaria        | kanaria          | Vocaloid-Song                    | 2:17  |
| 5.           | Shangri-La (Originalinterpret: Angela)                         | atsuko         | atsuko, Katsu b  | Vorspann: Fafner: Dead Aggressor | 3:59  |
| 6.           | My Dearest (Originalinterpret: Koeda)                          | ryo            | ryo              | Vorspann: Guilty Crown           | 5:38  |
| 7.           | Core Pride b (Originalinterpret: UVERworld)                    | Takuya∞        | Takuya∞, Akira   | Vorspann: Blue Exorcist          | 4:17  |
| 8.           | Departures b (Originalinterpret: Scandal)                      | Tetsuya Komuro | Tetsuya Komuro   |                                  | 5:34  |
| 9.           | Daybreak Frontline b (Originalinterpret: Orangestar feat. IA)  | Orangestar     | Orangestar       | Vocaloid-Song                    | 3:38  |
| Gesamtlänge: | Gesamtlänge:                                                   | Gesamtlänge:   | Gesamtlänge:     | Gesamtlänge:                     | 36:27 |

#### Vol. 7
| Nr.          | Titel                                                             | Text                               | Musik                |                                                           | Länge |
| ------------ | ----------------------------------------------------------------- | ---------------------------------- | -------------------- | --------------------------------------------------------- | ----- |
| 1.           | Vampire (Originalinterpret: Otoiro feat. Hatsune Miku)            | Deco*27                            | Deco*27              | Vocaloid-Song                                             | 3:04  |
| 2.           | Kaibutsu (Originalinterpret: Yoasobi)                             | Ayase                              | Ayase                | Vorspann: Beastars (2. Staffel)                           | 3:26  |
| 3.           | Mental Chainsaw (Originalinterpret: Pmaru-sama)                   | Kariki bear                        | Kariki bear          |                                                           | 2:58  |
| 4.           | Abnormalize e (Originalinterpret: Ling Tosite Sigure)             | TK                                 | TK                   | Vorspann: Psycho-Pass                                     | 3:39  |
| 5.           | Haru wo Tsugeru (Originalinterpret: Yama)                         | Kujira                             | Kujira               |                                                           | 3:18  |
| 6.           | Sparkling Daydream (Originalinterpret: ZAQ)                       | ZAQ                                | ZAQ                  | Vorspann: Love, Chūnibyō and Other Delusions (1. Staffel) | 4:08  |
| 7.           | Realize (Originalinterpret: Konomi Suzuki)                        | Ayato Shinozaki, Ryosuke Tachibana | Shinozaki, Tachibana | Vorspann: Re:Zero (2. Staffel)                            | 4:05  |
| 8.           | Preserved Roses (Originalinterpret: T.M.Revolution & Nana Mizuki) | Akio Inoue                         | Daisuke Asakura      | Vorspann: Valvrave the Liberator                          | 3:30  |
| 9.           | Hyadain no Joujou Yuujou (Originalinterpret: Hyadain)             | Hyadain                            | Hyadain              | Vorspann: Nichijou                                        | 4:06  |
| 10.          | S’il Vous President (Originalinterpret: Pmaru-sama)               | Nanahoshi Orchestra                | Takashi Iwami        |                                                           | 3:13  |
| 11.          | Colorful Box a (Originalinterpret: Yōko Ishida)                   | Kanon Wakashima                    | Kayoko               | Vorspann: Shirobako                                       | 3:57  |
| 12.          | Unravel e (Originalinterpret: TK from Ling Tosite Sigure)         | TK                                 | TK                   | Vorspann: Tokyo Ghoul                                     | 3:57  |
| 13.          | Cry Baby (Originalinterpret: Official Hige Dandism)               | Satoshi Fujihara                   | Satoshi Fujihara     | Vorspann: Tokyo Revengers                                 | 4:00  |
| 14.          | Megitsune (Originalinterpret: Babymetal)                          | MK-Metal, Norimetal                | Norimetal            |                                                           | 4:11  |
| Gesamtlänge: | Gesamtlänge:                                                      | Gesamtlänge:                       | Gesamtlänge:         | Gesamtlänge:                                              | 51:32 |

#### Vol. 8
| Nr.          | Titel                                                                          | Text              | Musik             |                                                            | Länge |
| ------------ | ------------------------------------------------------------------------------ | ----------------- | ----------------- | ---------------------------------------------------------- | ----- |
| 1.           | *~Asterisk~ (Originalinterpret: Orange Range)                                  | Orange Range      | Orange Range      | Vorspann: Bleach                                           | 4:13  |
| 2.           | Discovery! (Originalinterpret: Starlight Kuku Gumi k)                          | Yuki Honda        | Kanata Nakamura   | Vorspann: Shoujo☆Kageki Revue Starlight ReLive (Mobilgame) | 4:38  |
| 3.           | Inochi ni Kirawarete iru. (Originalinterpret: Iori Kanzaki feat. Hatsune Miku) | Iori Kanzaki      | Iori Kanzaki      | Vocaloid-Song                                              | 4:34  |
| 4.           | Goya no Machiawase (Originalinterpret: Hello Sleepwalkers)                     | Shuntaro          | Shuntaro          | Vorspann: Noragami                                         | 2:51  |
| 5.           | Wakusei Loop (Originalinterpret: NayutalieN feat. Hatsune Miku)                | NayutalieN        | NayutalieN        | Vocaloid-Song                                              | 3:27  |
| 6.           | Make It! (Originalinterpret: i☆Ris)                                            | Kyasu Morizuki    | Tōru Watanabe     | Vorspann: PriPara                                          | 4:12  |
| 7.           | New Genesis (Originalinterpret: Ado)                                           | Yasutaka Nakata   | Yasutaka Nakata   | Image-Song: One Piece Film: Red                            | 3:47  |
| 8.           | Red fraction (Originalinterpret: Mell)                                         | Mell              | Kazuya Takase     | Vorspann: Black Lagoon                                     | 3:31  |
| 9.           | Darling Dance (Originalinterpret: Kairiki bear feat. Hatsune Miku)             | Kairiki bear      | Kairiki bear      | Vocaloid-Song                                              | 3:28  |
| 10.          | Youkoso Japari Park e (Originalinterpret: Dōbutsu Biscuits × PPP)              | Masayoshi Ōishi   | Masayoshi Ōishi   | Vorspann: Kemono Friends                                   | 3:26  |
| 11.          | Alive a (Originalinterpret: ClariS)                                            | Ryosuke Shigenaga | Ryosuke Shigenaga | Vorspann: Lycoris Recoil                                   | 3:36  |
| 12.          | Nameless story (Originalinterpret: Takuma Terashima)                           | Takuma Terashima  | Noriyasu Agematsu | Vorspann: That Time I Got Reincarnated as a Slime          | 4:03  |
| 13.          | Kamippoi na (Originalinterpret: PinocchioP feat. Hatsune Miku)                 | PinocchioP        | PinocchioP        | Vocaloid-Song                                              | 3:24  |
| 14.          | Kyouran Hey Kids!! (Originalinterpret: The Oral Cigarettes)                    | Takuya Yamanaka   | Takuya Yamanaka   | Vorspann: Noragami Aragoto                                 | 4:10  |
| Gesamtlänge: | Gesamtlänge:                                                                   | Gesamtlänge:      | Gesamtlänge:      | Gesamtlänge:                                               | 53:10 |

| Nr.          | Titel                                                           | Text                          | Musik             |                                                | Länge |
| ------------ | --------------------------------------------------------------- | ----------------------------- | ----------------- | ---------------------------------------------- | ----- |
| 1.           | DAYS of DASH (Originalinterpret: Poppin’Party × Konomi Suzuki)  | Aki Hata                      | Yusuke Shirato    | Abspann: The Pet Girl of Sakurasou             | 4:14  |
| 2.           | DAYS of DASH (Originalinterpret: Poppin’Party)                  | Aki Hata                      | Yusuke Shirato    |                                                | 4:14  |
| 3.           | Colors b (Originalinterpret: Afterglow × FLOW)                  | Koishi Asakawa, Keigo Hayashi | Takeshi Asakawa   | Vorspann: Code Geass: Lelouch of the Rebellion | 3:39  |
| 4.           | Colors b (Originalinterpret: Afterglow)                         | Koishi Asakawa, Keigo Hayashi | Takeshi Asakawa   |                                                | 3:39  |
| 5.           | Hitorigoto (Originalinterpret: Pastel*Palettes × ClariS)        | Kelly                         | Yoichiro Nomura   | Vorspann: Eromanga Sensei                      | 3:55  |
| 6.           | Hitorigoto (Originalinterpret: Pastel*Palettes)                 | Kelly                         | Yoichiro Nomura   |                                                | 3:55  |
| 7.           | Skyclad no Kansokusha (Originalinterpret: Roselia × Kanako Itō) | Chiyomaru Shikura             | Chiyomaru Shikura | Vorspann: Steins;Gate (XBox-360-Spiel)         | 4:34  |
| 8.           | Skyclad no Kansokusha (Originalinterpret: Roselia)              | Chiyomaru Shikura             | Chiyomaru Shikura |                                                | 4:34  |
| 9.           | Tomorrow b (Originalinterpret: Hello, Happy World! × Machico)   | Machico                       | Machico           | Vorspann: KonoSuba (2. Staffel)                | 4:35  |
| 10.          | Tomorrow b (Originalinterpret: Hello, Happy World!)             | Machico                       | Machico           |                                                | 4:35  |
| 11.          | Rhapsody of Blue Sky (Originalinterpret: Morfonica × fhána)     | Hideki Hayashi                | Junichi Sato      | Vorspann: Kobayashi-san’s Maid Dragon          | 4:37  |
| 12.          | Rhapsody of Blue Sky (Originalinterpret: Morfonica)             | Hideki Hayashi                | Junichi Sato      |                                                | 4:37  |
| 13.          | Voracity b (Originalinterpret: Raise A Suilen × MYTH & ROID)    | MYTH & ROID                   | MYTH & ROID       | Vorspann: Overlord (3. Staffel)                | 3:27  |
| 14.          | Voracity b (Originalinterpret: Raise A Suilen)                  | MYTH & ROID                   | MYTH & ROID       |                                                | 3:28  |
| Gesamtlänge: | Gesamtlänge:                                                    | Gesamtlänge:                  | Gesamtlänge:      | Gesamtlänge:                                   | 58:03 |

#### Extra Volume
| Nr. | Titel                                                                             | Text           | Musik           |                                          | Länge |
| --- | --------------------------------------------------------------------------------- | -------------- | --------------- | ---------------------------------------- | ----- |
| 1.  | Kimi no Kamisama ni Naritai. (Originalinterpret: Iori Kanzaki feat. Hatsune Miku) | Iori Kanzaki   | Iori Kanzaki    | Vocaloid-Song                            | 4:09  |
| 2.  | Swim e (Originalinterpret: 04 Limited Sazabys)                                    | GEN            | GEN             |                                          | 3:29  |
| 3.  | Moudoku ga Osou (Originalinterpret: Hifumi feat. Hatsune Miku)                    | Hifumi         | Hifumi          | Vocaloid-Song                            | 4:14  |
| 4.  | Ankoku Tengoku (Originalinterpret: Ali Project)                                   | Arika Takarano | Mikiya Katakura | Vorspann: Kamichama Karin                | 4:25  |
| 5.  | Daten (Originalinterpret: Creepy Nuts)                                            | R-Shitei       | DJ Matsunaga    | Vorspann: Call of the Night (1. Staffel) | 3:03  |
| 6.  | Kings a (Originalinterpret: Angela)                                               | atsuko         | atsuko, KATSU   | Vorspann: K                              | 5:17  |

#### Vol. 9
| Nr.          | Titel                                                                      | Text           | Musik                  |                                                              | Länge |
| ------------ | -------------------------------------------------------------------------- | -------------- | ---------------------- | ------------------------------------------------------------ | ----- |
| 1.           | I’m Invincible (Originalinterpret: Ado)                                    | Motoki Ōmori   | Motoki Ōmori           | Insert-Song: One Piece Film: Red                             | 4:17  |
| 2.           | Tokyo Shandy Rendez-vous (Originalinterpret: MAISONdes feat. KAF)          | Tsumiki        | Tsumiki                | Vorspann: Urusei Yatsura                                     | 3:06  |
| 3.           | Kaiju no Hanauta (Originalinterpret: Vaundy)                               | Vaundy         | Vaundy                 |                                                              | 3:43  |
| 4.           | Chainsaw Blood b (Originalinterpret: Vaundy)                               | Vaundy         | Vaundy                 | Abspann: Chainsaw Man (Episode 1)                            | 3:23  |
| 5.           | Children Record (Re:boot) (Originalinterpret: JIN feat. Hatsune Miku)      | JIN            | JIN                    | Insert-Song: Kagerō Project                                  | 3:09  |
| 6.           | Ao no Sumika (Originalinterpret: Tatsuya Kitani)                           | Tatsuya Kitani | Tatsuya Kitani         | Vorspann: Jujutsu Kaisen (2. Staffel)                        | 3:16  |
| 7.           | Mahō Shōjo to Chocolate (Originalinterpret: PinocchioP feat. Hatsune Miku) | PinocchioP     | PinocchioP             | Vocaloid-Song                                                | 3:07  |
| 8.           | Kawaikute Gomen (Originalinterpret: HoneyWorks)                            | shito          | shito                  | Charactersong für Chizuru Nakamura aus Heroines Run the Show | 3:40  |
| 9.           | Idol (Originalinterpret: Yoasobi)                                          | Ayase          | Ayase                  | Vorspann: Oshi no Ko (1. Staffel)                            | 3:34  |
| 10.          | Tokyo Teddy Bear (Originalinterpret: Neru feat. Kagamine Rin)              | Neru           | Neru                   | Vocaloid-Song                                                | 3:13  |
| 11.          | Slash e (Originalinterpret: Yama)                                          | Ryuki Baba     | Ryuki Baba, Naoki Endo | Vorspann: Mobile Suit Gundam: The Witch from Mercury         | 4:01  |
| 12.          | Otome Kaibō (Originalinterpret: Deco*27 feat. Hatsune Miku)                | Deco*27        | Deco*27                | Vocaloid-Song                                                | 3:44  |
| Gesamtlänge: | Gesamtlänge:                                                               | Gesamtlänge:   | Gesamtlänge:           | Gesamtlänge:                                                 | 42:13 |

| Nr.          | Titel                                                 | Text             | Musik            |                                                     | Länge |
| ------------ | ----------------------------------------------------- | ---------------- | ---------------- | --------------------------------------------------- | ----- |
| 1.           | Mixed Nuts (Originalinterpret: Official Hige Dandism) | Satoshi Fujihara | Satoshi Fujihara | Vorspann: Spy × Family (1. Staffel)                 | 3:34  |
| 2.           | Shin Takarajima (Originalinterpret: Sakanaction)      | Ichirō Yamaguchi | Ichirō Yamaguchi | Titellied: Bakuman. (Live-Action-Film)              | 4:11  |
| 3.           | Kyūkurarin (Originalinterpret: iyowa feat. KAFU)      | iyowa            | iyowa            | Vocaloid-Song                                       | 3:35  |
| 4.           | Shukufuku (Originalinterpret: Yoasobi)                | Ayase            | Ayase            | Abspann: Mobile Suit Gundam: The Witch from Mercury | 3:14  |
| 5.           | Overdose (Originalinterpret: natori)                  | natori           | natori           |                                                     | 3:14  |
| 6.           | Kakurenbo (Originalinterpret: AliA)                   | TKT              | EREN             |                                                     | 4:57  |
| 7.           | Dai Zero-kan (Originalinterpret: 10-Feet)             | Takuma           | Takuma           | Abspann: The First Slam Dunk                        | 4:49  |
| 8.           | Get Wild (Originalinterpret: TM Network)              | Mitsuko Komuro   | Tetsuya Komuro   | Abspann: City Hunter                                | 3:19  |
| 9.           | Bocca della Verità (Originalinterpret: flower)        | Kirai Hiiragi    | Kirai Hiiragi    | Vocaloid-Song                                       | 3:21  |
| 10.          | Yell b (Originalinterpret: Ikimono Gakari)            | Yoshiki Mizuno   | Yoshiki Mizuno   |                                                     | 5:57  |
| Gesamtlänge: | Gesamtlänge:                                          | Gesamtlänge:     | Gesamtlänge:     | Gesamtlänge:                                        | 40:11 |

### Digitale Veröffentlichungen

#### CoverColle Special Collection
| Nr.          | Titel                                                         | Text            | Musik            |                                                     | Länge |
| ------------ | ------------------------------------------------------------- | --------------- | ---------------- | --------------------------------------------------- | ----- |
| 1.           | Kimi ja Nakya Dame Mitai (Originalinterpret: Masayoshi Ōishi) | Masayoshi Ōishi | Masayoshi Ōishi  | Vorspann: Shojo Mangaka Nozaki-kun                  | 3:59  |
| 2.           | Redo (Originalinterpret: Konomi Suzuki)                       | Genki Mizuno    | Makoto Miyazaki  | Vorspann: Re:Zero (Staffel 1)                       | 4:21  |
| 3.           | Fuwa Fuwa Time (Originalinterpret: Sakura High Club c)        | Kakifly         | Hiroyuki Maezawa | Insert-Song: K-On!                                  | 4:05  |
| 4.           | Tamashii no Refrain (Originalinterpret: Yōko Takahasi)        | Neko Oikawa     | Toshiyuki Ōmori  | Titellied: Neon Genesis Evangelion: Death & Rebirth | 4:29  |
| 5.           | Go! Go! Maniac b (Originalinterpret: Ho-kago Tea Time)        | Shōko Ōmori     | Tom-H@ck         | Vorspann: K-On!!                                    | 4:09  |
| Gesamtlänge: | Gesamtlänge:                                                  | Gesamtlänge:    | Gesamtlänge:     | Gesamtlänge:                                        | 21:03 |

#### CoverColle Special Collection 2
| Nr.          | Titel                                                           | Text            | Musik                                   |                                                | Länge |
| ------------ | --------------------------------------------------------------- | --------------- | --------------------------------------- | ---------------------------------------------- | ----- |
| 1.           | Hikaru Nara (Originalinterpret: Goose House)                    | Goose House     | Goose House                             | Vorspann: Your Lie in April                    | 4:14  |
| 2.           | Pride Kakumei (Originalinterpret: CHiCO with HoneyWorks)        | HoneyWorks      | HoneyWorks                              | Vorspann: Gintama                              | 3:58  |
| 3.           | Baby Sweet Berry Love (Originalinterpret: Yui Ogura)            | Hiroko Yamasaki | Shunryu                                 | Abspann: The “Hentai” Prince and the Stony Cat | 4:04  |
| 4.           | Zankoku na Tenshi no Thesis (Originalinterpret: Yōko Takahashi) | Neko Oikawa     | Hidetoshi Satō                          | Vorspann: Neon Genesis Evangelion              | 4:21  |
| 5.           | Dragon Night (Originalinterpret: Sekai no Owari)                | Fukase          | Fukase, Nicky Romero, Marcus Van Wattum |                                                | 3:48  |
| 6.           | chAngE (Originalinterpret: miwa)                                | miwa            | miwa                                    | Vorspann: Bleach                               | 4:10  |
| 7.           | Gekidou (Originalinterpret: UVERworld)                          | Takuya∞         | Takuya∞                                 | Vorspann: D.Gray-Man                           | 5:32  |
| Gesamtlänge: | Gesamtlänge:                                                    | Gesamtlänge:    | Gesamtlänge:                            | Gesamtlänge:                                   | 30:07 |

#### CoverColle Special Collection 3
| Nr.          | Titel                                                            | Text         | Musik               |                                    | Länge |
| ------------ | ---------------------------------------------------------------- | ------------ | ------------------- | ---------------------------------- | ----- |
| 1.           | Taiga yo Tomo ni Naite Kure (Originalinterpret: Franchouchou j)  | Shin Furuya  | Yusuke Kato         | Vorspann: Zombie Land Saga Revenge | 3:29  |
| 2.           | Inferno (Originalinterpret: Mrs. Green Apple)                    | Motoki Ōmori | Motoki Ōmori        | Vorspann: Fire Force               | 3:35  |
| 3.           | Yoru ni Kakeru (Originalinterpret: Yoasobi)                      | Ayase        | Ayase               |                                    | 4:23  |
| 4.           | This game (Originalinterpret: Konomi Suzuki)                     | Yu-ki Misao  | Mitsuru Wakabayashi | Vorspann: No Game No Life          | 4:43  |
| 5.           | Maware! Setsugetsuka (Originalinterpret: Utagumi Setsugetsuka g) | Hige Driver  | Hige Driver         | Abspann: Unbreakable Machine-Doll  | 3:55  |
| 6.           | Nevereverland (Originalinterpret: nano.)                         | nano.        | Naoki Ito           | Titellied: Ark Nine (OVA)          | 4:47  |
| 7.           | Hitori no Yoru (Originalinterpret: Porno Graffitti)              | Haruichi     | ak.homma            | Vorspann: Great Teacher Onizuka    | 3:57  |
| Gesamtlänge: | Gesamtlänge:                                                     | Gesamtlänge: | Gesamtlänge:        | Gesamtlänge:                       | 28:39 |

### Vocaloid-Coveralben

#### Garupa Vocalo Cover Collection
| Nr.          | Titel                                                              | Text         | Musik        | Länge |
| ------------ | ------------------------------------------------------------------ | ------------ | ------------ | ----- |
| 1.           | Romeo to Cinderella (Originalinterpret: doriko feat. Hatsune Miku) | doriko       | doriko       | 4:39  |
| 2.           | Senbonzakura (Originalinterpret: Kurousa-P feat. Hatsune Miku)     | Kurousa-P    | Kurousa-P    | 4:01  |
| 3.           | Melancholic (Originalinterpret: Junky feat. Kagamine Rin)          | Junky        | Junky        | 3:41  |
| 4.           | Yakousei Haizu (Originalinterpret: Deco*27 feat. Hatsune Miku)     | Deco*27      | Deco*27      | 3:46  |
| 5.           | Lost One no Goukoku (Originalinterpret: Neru feat. Kagamine Rin)   | Neru         | Neru         | 3:36  |
| 6.           | Asu no Yozora Shoukaihan (Originalinterpret: Orangestar feat. IA)  | Orangestar   | Orangestar   | 3:10  |
| 7.           | Amanojaku (Originalinterpret: 164 feat. GUMI)                      | 164          | 164          | 3:07  |
| 8.           | Roki (Originalinterpret: mikitoP feat. Kagamine Rin)               | mikitoP      | mikitoP      | 3:50  |
| 9.           | Shinkai Shoujo (Originalinterpret: Yuuyu-P feat. Hatsune Miku)     | Yuuyu-P      | Yuuyu-P      | 3:38  |
| 10.          | Rettou Joutou (Originalinterpret: Giga feat. Kagamine Rin & Len)   | Reol         | Giga         | 3:56  |
| Gesamtlänge: | Gesamtlänge:                                                       | Gesamtlänge: | Gesamtlänge: | 37:24 |

| Nr.          | Titel                                                                               | Text         | Musik        | Länge |
| ------------ | ----------------------------------------------------------------------------------- | ------------ | ------------ | ----- |
| 1.           | Migikata no Chou (Originalinterpret: Nori-P feat. Kagamine Rin)                     | Yura Mizuno  | Nori-P       | 4:36  |
| 2.           | Rokuchounen to Ichiya Monogatari (Originalinterpret: kemu feat. IA)                 | kemu         | kemu         | 3:35  |
| 3.           | Charles (Originalsänger: flower)                                                    | balloon      | balloon      | 3:51  |
| 4.           | Karakuri Pierrot (40mP feat. Hatsune Miku)                                          | 40mP         | 40mP         | 4:12  |
| 5.           | Happy Synthesizer (Originalinterpret: EasyPop feat. Megurine Luka & GUMI)           | BETTI        | BETTI        | 3:56  |
| 6.           | Miku Miku ni Shite Ageru♪ [Shiteyan yo] (Originalinterpret: ika feat. Hatsune Miku) | ika          | ika          | 1:43  |
| 7.           | Luka Luka★Night Fever (Originalinterpret: samfree feat. Megurine Luka)              | samfree      | samfree      | 4:02  |
| 8.           | Alien Alien (NayutalieN feat. Hatsune Miku)                                         | NayutalieN   | NayutalieN   | 3:02  |
| 9.           | Yi Ér Fanclub (mikitoP feat. GUMI & Kagamine Rin)                                   | mikitoP      | mikitoP      | 3:58  |
| 10.          | Ren’ai Saiban (40mP feat. Hatsune Miku)                                             | 40mP         | 40mP         | 3:42  |
| 11.          | Do Re Mi Fa Rondo (40mP feat. Hatsune Miku)                                         | 40mP         | 40mP         | 3:20  |
| Gesamtlänge: | Gesamtlänge:                                                                        | Gesamtlänge: | Gesamtlänge: | 39:57 |

## Verkäufe
Mit Ausnahme der drei digital veröffentlichten Mini-Coveralben bzw. EPs CoverColle Special Selection (2020), Special Selection 2 (2021) und Special Selection 3 (2023) positionierten sich die übrigen veröffentlichten Werke der Albumreihe in den japanischen Albumcharts von Oricon. Oricon veröffentlicht seine Hitliste mittwochs und nennt dabei die wöchentlichen Verkaufszahlen, die sieben Tage nach der Erstpublikation öffentlich einsehbar sind.
So verkaufte sich Volume 1 der Coveralbenreihe in seiner ersten Verkaufswoche mehr als 23.700 mal. Zum Ende des Jahres 2018 wurde das Album mehr als 43.000 mal verkauft. Ähnlich hohe Verkaufszahlen erreichte die zweite Veröffentlichung der Serie in seine ersten Woche. Zum Jahresende wurde das zweite Coveralbum über 48.000 mal alleine in Japan verkauft. Teil 3 der Coveralbumserie konnte in seiner ersten Woche nach Veröffentlichung knapp mehr als 21.000 Tonträger in Japan absetzen. Mit dem vierten Coveralbum erreichte das Franchise erstmals in seiner Historie die Chartspitze der Oricon-Albumcharts. Hierfür reichten laut Oricon etwas mehr als 23.000 verkaufte physische Alben aus. Das im Dezember 2020 auf den Markt gebrachte Coveralbum Garupa Vocalo Cover Collection setzte in seiner ersten Woche nach Veröffentlichung etwas mehr als 14.400 Einheiten ab.
Das zur Hauptserie gehörende fünfte Coveralbum setzte in seiner Debütwoche rund 15.400 CDs in Japan ab. Von der BanG Dream! Girls Band Party! Cover Collection Vol. 6 gingen in seiner ersten Verkaufswoche etwas mehr als 10.000 Tonträger über den Ladentisch. Volume 7 setzte in seiner ersten Woche etwas mehr als 5.700 Einheiten ab, womit erstmals in der Geschichte der Cover-Albumreihe weniger als 10.000 CDs in der Veröffentlichungswoche verkauft wurden. Das achte Coveralbum der Hauptserie verkaufte sich in seiner Releasewoche knapp 4.500 mal. Die Cover-EP Extra Volume, auf denen lediglich Coverversionen gespielt von MyGO!!!!! und Ave Mujica zu hören sind, setze in seiner ersten Verkaufsphase 5.700 Exemplare ab. Vol. 9, die am 30. Oktober 2024 in Japan erschien, verkaufte sich innerhalb der ersten Woche nach Veröffentlichung knapp 3.500 mal.
| Titel (Album, EP)              | Verkäufe            | Ref.          |
| ------------------------------ | ------------------- | ------------- |
| Cover Collection Vol. 1        | 23.717 FW 43.195 YE | [ 20 ] [ 21 ] |
| Cover Collection Vol. 2        | 23.764 FW 48.638 YE | [ 22 ] [ 23 ] |
| Cover Collection Vol. 3        | 21.256 FW           | [ 24 ]        |
| Cover Collection Vol. 4        | 23.142 FW           | [ 26 ]        |
| CoverColle Special Selection   | 482 DL              | [ 34 ]        |
| Garupa Vocalo Cover Collection | 14.437 FW           | [ 27 ]        |
| Cover Collection Vol. 5        | 15.446 FW           | [ 28 ]        |
| Cover Collection Vol. 6        | 10.504 FW           | [ 29 ]        |
| Cover Collection Vol. 7        | 5.752 FW            | [ 30 ]        |
| Cover Collection Vol. 8        | 4.534 FW            | [ 31 ]        |
| Cover Collection Extra Volume  | 5.717 FW            | [ 32 ]        |
| Cover Collection Vol. 9        | 3.465 FW            | [ 33 ]        |
| Verkäufe gesamt:               | 196.568             | 196.568       |

## Chartplatzierungen
| Jahr | Titel                                                        | Höchstplatzierung, Gesamtwochen, AuszeichnungChartsChartplatzierungen (Jahr, Titel, Platzierungen, Wochen, Auszeichnungen, Anmerkungen) | Anmerkungen                                     |
| Jahr | Titel                                                        | JP | Anmerkungen                                     |
| ---- | ------------------------------------------------------------ | --- | ----------------------------------------------- |
| 2018 | BanG Dream! Girls Band Party! Cover Collection Vol. 1        | JP6 (33 Wo.)JP | Erstveröffentlichung: 27. Juni 2018             |
| 2019 | BanG Dream! Girls Band Party! Cover Collection Vol. 2        | JP6 (28 Wo.)JP | Erstveröffentlichung: 13. März 2019             |
| 2019 | BanG Dream! Girls Band Party! Cover Collection Vol. 3        | JP4 (12 Wo.)JP | Erstveröffentlichung: 18. Dezember 2019         |
| 2020 | BanG Dream! Girls Band Party! Cover Collection Vol. 4        | JP1 (13 Wo.)JP | Erstveröffentlichung: 27. Mai 2020              |
| 2020 | BanG Dream! Girls Band Party! CoverColle Special Selection   | — | Erstveröffentlichung: 1. Juni 2020 nur digital  |
| 2020 | Garupa Vocalo Cover Collection                               | JP4 (14 Wo.)JP | Erstveröffentlichung: 16. Dezember 2020         |
| 2021 | BanG Dream! Girls Band Party! Cover Collection Vol. 5        | JP6 (10 Wo.)JP | Erstveröffentlichung 24. Februar 2021           |
| 2021 | BanG Dream! Girls Band Party! CoverColle Special Selection 2 | — | Erstveröffentlichung: 16. März 2021 nur digital |
| 2021 | BanG Dream! Girls Band Party! Cover Collection Vol. 6        | JP4 (10 Wo.)JP | Erstveröffentlichung: 10. November 2021         |
| 2022 | BanG Dream! Girls Band Party! Cover Collection Vol. 7        | JP13 (6 Wo.)JP | Erstveröffentlichung: 14. Dezember 2022         |
| 2023 | BanG Dream! Girls Band Party! CoverColle Special Selection 3 | — | Erstveröffentlichung: 16. März 2023 nur digital |
| 2023 | BanG Dream! Girls Band Party! Cover Collection Vol. 8        | JP21 (7 Wo.)JP | Erstveröffentlichung: 6. September 2023         |
| 2024 | BanG Dream! Cover Collection Extra Volume                    | JP8 (11 Wo.)JP | Erstveröffentlichung: 10. Juli 2024             |
| 2024 | BanG Dream! Girls Band Party! Cover Collection Vol. 9        | JP13 (5 Wo.)JP | Erstveröffentlichung: 30. Oktober 2024          |

### Belege
1. 1 2  『BanG Dream!（バンドリ！）』カバーアルバムの画期性 個性派バンドによる多彩なサウンドを解説. In: Realsound.jp. 6. Juli 2018, abgerufen am 7. Juli 2025 (japanisch).
2. ↑  3月16日(土)「バンドリ！ ガールズバンドパーティ！ カバーコレクションVol.2」発売！ In: PRTimes.jp. 15. März 2019, abgerufen am 7. Juli 2025 (japanisch).
3. ↑  「バンドリ！ ガールズバンドパーティ！ カバーコレクションVol.3」本日発売！ In: PRTimes.jp. 18. Dezember 2019, abgerufen am 7. Juli 2025 (japanisch).
4. ↑  『バンドリ！ ガールズバンドパーティ！　カバーコレクションVol.4』の収録楽曲が発表. In: Dengeki Online. 21. März 2020, abgerufen am 7. Juli 2025 (japanisch).
5. ↑  「ＢａｎＧ　Ｄｒｅａｍ！」カバーコレクション第４弾アルバムがオリコン初登場１位. In: Hochi News. 2. Juni 2020, abgerufen am 7. Juli 2025 (japanisch).
6. ↑  【ビルボード】バンドリ！カバーアルバム第4弾が総合アルバム首位　3位にはレディー・ガガ. In: Billboard Japan. 3. Juni 2020, abgerufen am 7. Juli 2025 (japanisch).
7. ↑  「バンドリ！ ガールズバンドパーティ！ カバコレ Special Selection」配信開始！「バンドリ！TV LIVE 2020」第18回放送のお知らせ. In: PRTimes.jp. 29. Mai 2020, abgerufen am 8. Juli 2025 (japanisch).
8. ↑  「ガルパ ボカロカバーコレクション」のあみあみ限定版が12月16日にリリース. In: 4gamer.net. 3. Dezember 2020, abgerufen am 8. Juli 2025 (japanisch).
9. ↑  ガルパ ボカロカバーコレクション. In: Bushiroad Music. Abgerufen am 8. Juli 2025 (japanisch).
10. ↑  『バンドリ！』より人気のカバー楽曲を集めたアルバム「バンドリ！ ガールズバンドパーティ！ カバーコレクションVol.5」本日発売！ In: PRTimes.jp. 24. Februar 2021, abgerufen am 8. Juli 2025 (japanisch).
11. ↑  「バンドリ！」のカバーアルバム第5弾が本日発売。全14曲を収録. In: 4gamer.net. 24. Februar 2021, abgerufen am 8. Juli 2025 (japanisch).
12. ↑  バンドリ！ ガールズバンドパーティ！ カバコレ Special Selection2. In: BanG Dream! Abgerufen am 8. Juli 2025 (japanisch).
13. ↑  「バンドリ！ ガールズバンドパーティ！ カバーコレクションVol.6」本日発売！ In: PRTimes.jp. 10. November 2021, abgerufen am 8. Juli 2025 (japanisch).
14. ↑  「バンドリ！ ガールズバンドパーティ！ カバーコレクションVol.7」本日リリース！ In: PRTimes.jp. 14. Dezember 2022, abgerufen am 8. Juli 2025 (japanisch).
15. ↑  バンドリ！ ガールズバンドパーティ！ カバコレ Special Selection3. In: BanG Dream! Abgerufen am 8. Juli 2025 (japanisch).
16. ↑  バンドリ！ ガールズバンドパーティ！ カバーコレクションVol.8 本日リリース！ In: PRTimes.jp. 6. September 2023, abgerufen am 8. Juli 2025 (japanisch).
17. ↑  「バンドリ！ カバーコレクション Extra Volume」アルバムチャート6位獲得！ In: PRTimes.jp. 17. Juli 2024, abgerufen am 8. Juli 2025 (japanisch).
18. ↑  『バンドリ！ガルパ』人気カバー楽曲22曲を収録した“バンドリ！ ガールズバンドパーティ！ カバーコレクションVol.9”が本日（10/30）リリース. In: Famitsu. 30. Oktober 2024, abgerufen am 8. Juli 2025 (japanisch).
19. ↑  バンドリ！ ガールズバンドパーティ！ カバーコレクションVol.10. In: BanG Dream! Abgerufen am 8. Juli 2025 (japanisch).
20. 1 2  週間　アルバムランキング 2018年07月09日付. In: Oricon. Archiviert vom Original (nicht mehr online verfügbar) am 4. Juli 2018; abgerufen am 8. Juli 2025 (japanisch).
21. 1 2  Egan Loo: Top-Selling Anime CD Albums: 2018. In: Anime News Network. 1. Januar 2019, abgerufen am 8. Juli 2025 (amerikanisches Englisch).
22. 1 2  週間　アルバムランキング 2019年03月25日付. In: Oricon. Archiviert vom Original (nicht mehr online verfügbar) am 21. März 2019; abgerufen am 8. Juli 2025 (japanisch).
23. 1 2  Egan Loo: Top-Selling Anime CD Albums in Japan: 2019. Anime News Network, 23. Dezember 2019, abgerufen am 8. Juli 2025 (amerikanisches Englisch).
24. 1 2  週間　アルバムランキング 2019年12月30日付. In: Oricon. Archiviert vom Original (nicht mehr online verfügbar) am 25. Dezember 2019; abgerufen am 8. Juli 2025 (japanisch).
25. ↑  BanG Dream!(バンドリ!)、カバーコレクション第4弾アルバムが初登場1位【オリコンランキング】. In: Oricon. 2. Juni 2020, abgerufen am 8. Juli 2025 (japanisch).
26. 1 2  週間　アルバムランキング 2020年06月08日付. In: Oricon. Archiviert vom Original (nicht mehr online verfügbar) am 3. Juni 2020; abgerufen am 8. Juli 2025 (japanisch).
27. 1 2  週間　アルバムランキング 2020年12月28日付. In: Oricon. Archiviert vom Original (nicht mehr online verfügbar) am 23. Dezember 2020; abgerufen am 8. Juli 2025 (japanisch).
28. 1 2  週間　アルバムランキング 2021年03月08日付. In: Oricon. Archiviert vom Original (nicht mehr online verfügbar) am 3. März 2021; abgerufen am 8. Juli 2025 (japanisch).
29. 1 2  週間　アルバムランキング 2021年11月22日付. In: Oricon. Archiviert vom Original (nicht mehr online verfügbar) am 17. November 2021; abgerufen am 8. Juli 2025 (japanisch).
30. 1 2  週間　アルバムランキング 2022年12月26日付. In: Oricon. Archiviert vom Original (nicht mehr online verfügbar) am 21. Dezember 2022; abgerufen am 8. Juli 2025 (japanisch).
31. 1 2  週間　アルバムランキング 2023年09月18日付. In: Oricon. Archiviert vom Original (nicht mehr online verfügbar) am 13. September 2023; abgerufen am 8. Juli 2025 (japanisch).
32. 1 2  週間　アルバムランキング 2024年07月22日付. In: Oricon. Archiviert vom Original (nicht mehr online verfügbar) am 17. Juli 2024; abgerufen am 8. Juli 2025 (japanisch).
33. 1 2  週間　アルバムランキング 2024年11月11日付. In: Oricon. Archiviert vom Original (nicht mehr online verfügbar) am 6. November 2024; abgerufen am 8. Juli 2025 (japanisch).
34. ↑  週間　デジタルアルバムランキング 2020年06月15日付. In: Oricon. Archiviert vom Original (nicht mehr online verfügbar) am 10. Juni 2020; abgerufen am 8. Juli 2025 (japanisch).
35. ↑  BanG Dream! Girls Band Party! Cover Collection Vol. 1. Oricon, abgerufen am 3. Juli 2025 (japanisch).
36. ↑  BanG Dream! Girls Band Party! Cover Collection Vol. 2. Oricon, abgerufen am 3. Juli 2025 (japanisch).
37. ↑  BanG Dream! Girls Band Party! Cover Collection Vol. 3. Oricon, abgerufen am 3. Juli 2025 (japanisch).
38. ↑  BanG Dream! Girls Band Party! Cover Collection Vol. 4. Oricon, abgerufen am 3. Juli 2025 (japanisch).
39. ↑  Garupa Vocalo Cover Collection. Oricon, abgerufen am 3. Juli 2025 (japanisch).
40. ↑  BanG Dream! Girls Band Party! Cover Collection Vol.5. Oricon, abgerufen am 3. Juli 2025 (japanisch).
41. ↑  バンドリ! ガールズバンドパーティ! カバーコレクションVol.6. In: Oricon. Abgerufen am 3. Juli 2025 (japanisch).
42. ↑  バンドリ! ガールズバンドパーティ! カバーコレクションVol.7. In: Oricon. Abgerufen am 3. Juli 2025 (japanisch).
43. ↑  バンドリ! ガールズバンドパーティ! カバーコレクションVol.8. In: Oricon. Abgerufen am 3. Juli 2025 (japanisch).
44. ↑  バンドリ! カバーコレクション Extra Volume. In: Oricon. Abgerufen am 3. Juli 2025 (japanisch).
45. ↑  バンドリ! ガールズバンドパーティ! カバーコレクションVol.9. In: Oricon. Abgerufen am 3. Juli 2025 (japanisch).
46. 1 2  Kim Morrissy: K-ON! Band Ho-kago Tea Time Makes Surprise Appearance at Animelo Summer Live 2019. In: Anime News Network. 2. September 2019, abgerufen am 6. Juli 2025 (amerikanisches Englisch).
47. ↑  Sarah Nelkin: Is the order a rabbit? Anime's TV Spot Highlights Cocoa. In: Anime News Network. 4. April 2014, abgerufen am 6. Juli 2025 (amerikanisches Englisch).
48. ↑  原田ひとみもエンディング主題歌を歌う『機巧少女は傷つかない』ファン感謝イベントが2014年2月9日に開催決定. In: Barks.jp. 15. November 2013, abgerufen am 6. Juli 2025 (japanisch).
49. ↑  Auch das zweite Hanairo Yosakoi Matsuri ein voller Erfolg. In: Crunchyroll. 27. April 2015, abgerufen am 6. Juli 2025.
50. ↑  JASMS: Ojamajo DoReMi. In: Jasms.de. Archiviert vom Original (nicht mehr online verfügbar) am 7. Juli 2008; abgerufen am 8. Juli 2025.
51. ↑  Rafael Antonio Pineda: Zombieland Saga Anime's Video Reveals Staff, More Cast, October 4 Premiere. In: Anime News Network. 10. September 2018, abgerufen am 6. Juli 2025 (amerikanisches Englisch).
52. ↑  Egan Loo: Revue Starlight TV Anime Reveals Additional Staff, July 12 Debut. In: Anime News Network. 30. April 2018, abgerufen am 6. Juli 2025 (amerikanisches Englisch).